# Glochidion stilpnophyllum
Glochidion stilpnophyllum är en emblikaväxtart som beskrevs av Rafaël Herman Anna Govaerts och Radcl.-sm.. Glochidion stilpnophyllum ingår i släktet Glochidion och familjen emblikaväxter. Inga underarter finns listade i Catalogue of Life.